# كولغيت
كولغيت (بالإنجليزية: Coalgate, Oklahoma)‏ هي مدينة تقع بولاية أوكلاهوما في الولايات المتحدة. تبلغ مساحة هذه المدينة 4.1 (كم²)، وترتفع عن سطح البحر 186 م، بلغ عدد سكانها 1967 نسمة في عام 2010 حسب إحصاء مكتب تعداد الولايات المتحدة.

## التركيبة السكانية
حدّد مكتب تعداد الولايات المتحدة بيانات التركيبة السكانية لكولغيت في تعداد الولايات المتحدة. في ما يلي، التركيبة السكانية حسب تعدادي 2000 و2010.

### تعداد عام 2000
بلغ عدد سكان كولغيت 2,005 نسمة بحسب تعداد عام 2000، وبلغ عدد الأسر 830 أسرة وعدد العائلات 499 عائلة مقيمة في المدينة. في حين سجلت الكثافة السكانية 415.1 نسمة لكل كيلومتر مربع (1,075.1/ميل2). وبلغ عدد الوحدات السكنية 947 وحدة بمتوسط كثافة قدره 196.1 لكل كيلومتر مربع (507.9/ميل2).
وتوزع التركيب العرقي للمدينة بنسبة 74.26% من البيض و0.80% من الأمريكيين الأفارقة و16.26% من الأمريكيين الأصليين و0.50% من الأمريكيين ذوي الأصول الآسيوية و1.25% من الأعراق الأخرى و6.93% من عرقين مختلطين أو أكثر و2.89% من الهسبانيون أو اللاتينيون من أي عرق.
بلغ عدد الأسر 830 أسرة كانت نسبة 32.7% منها لديها أطفال تحت سن الثامنة عشر تعيش معهم، وبلغت نسبة الأزواج القاطنين مع بعضهم البعض 44% من أصل المجموع الكلي للأسر، ونسبة 13.4% من الأسر كان لديها معيلات من الإناث دون وجود شريك،  بينما كانت نسبة 2.8% من الأسر لديها معيلون من الذكور دون وجود شريكة وكانت نسبة 39.9% من غير العائلات. تألفت نسبة 37.3% من أصل جميع الأسر من عدة أفراد يعيشون في نفس المنزل ونسبة 20.7% كانت تتألف من شخص يعيش بمفرده يبلغ من العمر 65 عاماً أو أكثر. وبلغ متوسط حجم الأسرة المعيشية 2.32، أما متوسط حجم العائلات فبلغ 3.07.
بلغ العمر الوسطي للسكان 38.5 عاماً. وكانت نسبة 26.2% من القاطنين تحت سن الثامنة عشر، وكانت نسبة 7% بين الثامنة عشر والرابعة والعشرين عاماً، ونسبة 25.1% كانت واقعةً في الفئة العمرية ما بين الخامسة والعشرين والرابعة والأربعين عاماً، ونسبة 18.7% كانت ما بين الخامسة والأربعين والرابعة والستين، ونسبة 19.2% كانت ضمن فئة الخامسة والستين عاماً فما فوق. يوجد لكل 100 أنثى 84.9 ذكر، ويوجد لكل 100 أنثى في الثامنة عشر من عمرها فما فوق 80.6 ذكر.
بلغ متوسط دخل الأسرة في المدينة 19,419 دولارًا، أما متوسط دخل العائلة فبلغ 26,367 دولارًا. وكان متوسط دخل الذكور 23,438 دولارًا مقابل 16,429 دولارًا للإناث. وسجل دخل الفرد الخاص بالمدينة 10,572 دولارًا. وكانت نسبة 21.7% من العائلات ونسبة 28.6% من السكان تحت خط الفقر، وكان من هؤلاء نسبة 34.9% تحت سن الثامنة عشر ونسبة 22.6% في الخامسة والستين من العمر وما فوق.

### تعداد عام 2010
بلغ عدد سكان كولغيت 1,967 نسمة بحسب تعداد عام 2010، وبلغ عدد الأسر 806 أسرة وعدد العائلات 483 عائلة مقيمة في المدينة. في حين سجلت الكثافة السكانية 407.2 نسمة لكل كيلومتر مربع (1,054.6/ميل2). وبلغ عدد الوحدات السكنية 957 وحدة بمتوسط كثافة قدره 198.1 لكل كيلومتر مربع (513.1/ميل2).
وتوزع التركيب العرقي للمدينة بنسبة 72.09% من البيض و1.02% من الأمريكيين الأفارقة و17.23% من الأمريكيين الأصليين و0.41% من الأمريكيين ذوي الأصول الآسيوية و0.31% من الأعراق الأخرى و8.95% من عرقين مختلطين أو أكثر و3.91% من الهسبانيون أو اللاتينيون من أي عرق.
بلغ عدد الأسر 806 أسرة كانت نسبة 34.6% منها لديها أطفال تحت سن الثامنة عشر تعيش معهم، وبلغت نسبة الأزواج القاطنين مع بعضهم البعض 38.6% من أصل المجموع الكلي للأسر، ونسبة 16.9% من الأسر كان لديها معيلات من الإناث دون وجود شريك،  بينما كانت نسبة 4.5% من الأسر لديها معيلون من الذكور دون وجود شريكة وكانت نسبة 40.1% من غير العائلات. تألفت نسبة 36.6% من أصل جميع الأسر من عدة أفراد يعيشون في نفس المنزل ونسبة 18.6% كانت تتألف من شخص يعيش بمفرده يبلغ من العمر 65 عاماً أو أكثر. وبلغ متوسط حجم الأسرة المعيشية 2.36، أما متوسط حجم العائلات فبلغ 3.10.
بلغ العمر الوسطي للسكان 38.7 عاماً. وكانت نسبة 27.2% من القاطنين تحت سن الثامنة عشر، وكانت نسبة 7.3% بين الثامنة عشر والرابعة والعشرين عاماً، ونسبة 21.7% كانت واقعةً في الفئة العمرية ما بين الخامسة والعشرين والرابعة والأربعين عاماً، ونسبة 24.4% كانت ما بين الخامسة والأربعين والرابعة والستين، ونسبة 19.5% كانت ضمن فئة الخامسة والستين عاماً فما فوق. وتوزع التركيب الجنسي للسكان بنسبة 46.8% ذكور و53.2% إناث.

## أعلام
- باتريك سميث
- كين كارسون

## وصلات خارجية
- The US50 - Cities and Towns in Oklahoma State